# Associatie van sikkelklaver en zachte haver
De associatie van sikkelklaver en zachte haver (Medicagini-Avenetum pubescentis) is een associatie van het verbond van droge stroomdalgraslanden (Sedo-Cerastion). De associatie behoort tot een van de meest bloem- en soortenrijke plantengemeenschap van kalkrijke zandgronden in Nederland, België en Duitsland.

## Naamgeving en codering
| Medicagini falcatae-Avenetum pubescentis De Leeuw in Br.-Bl. & Moor 1938 |
| Thalicro-Brometum Knörzer 1960                                           |
| Plantagino-Helictrotrichetum Doing 1963                                  |
| Plantagini-Helictrotrichetum Doing 1963                                  |

- Syntaxoncode voor Nederland (rVvN): r14Bc02
- BWK-karteringscode: hu
- Natura2000-habitattypecode (EU-code): H6120
- Corine biotope: 34.12 Pelouses des sables calcaires
- Eunis Habitat Types: E1.12 Euro-Siberian pioneer calcareous sand swards

De wetenschappelijke naam Medicagini-Avenetum pubescentis is afgeleid van de botanische namen van twee opvallende soorten voor de associatie, de kensoort sikkelklaver (Medicago falcata) en de begeleidende soort zachte haver (Helictotrichon pubescens, basioniem: Avena pubescens).

## Fysiognomie
Het is een min of meer gesloten vegetatie, zeer soortenrijk en bloemrijk, met gemiddeld forsere planen en een hogere productie dan de verwante associatie van vetkruid en tijm. De kruidlaag bestaat overwegend uit overblijvende, kruidachtige planten, vooral hemikryptofyten, geofyten, chamefyten, naast eenjarigen en grassen.
De boom- en struiklaag zijn afwezig. Een moslaag is meestal aanwezig maar minder soortenrijk.

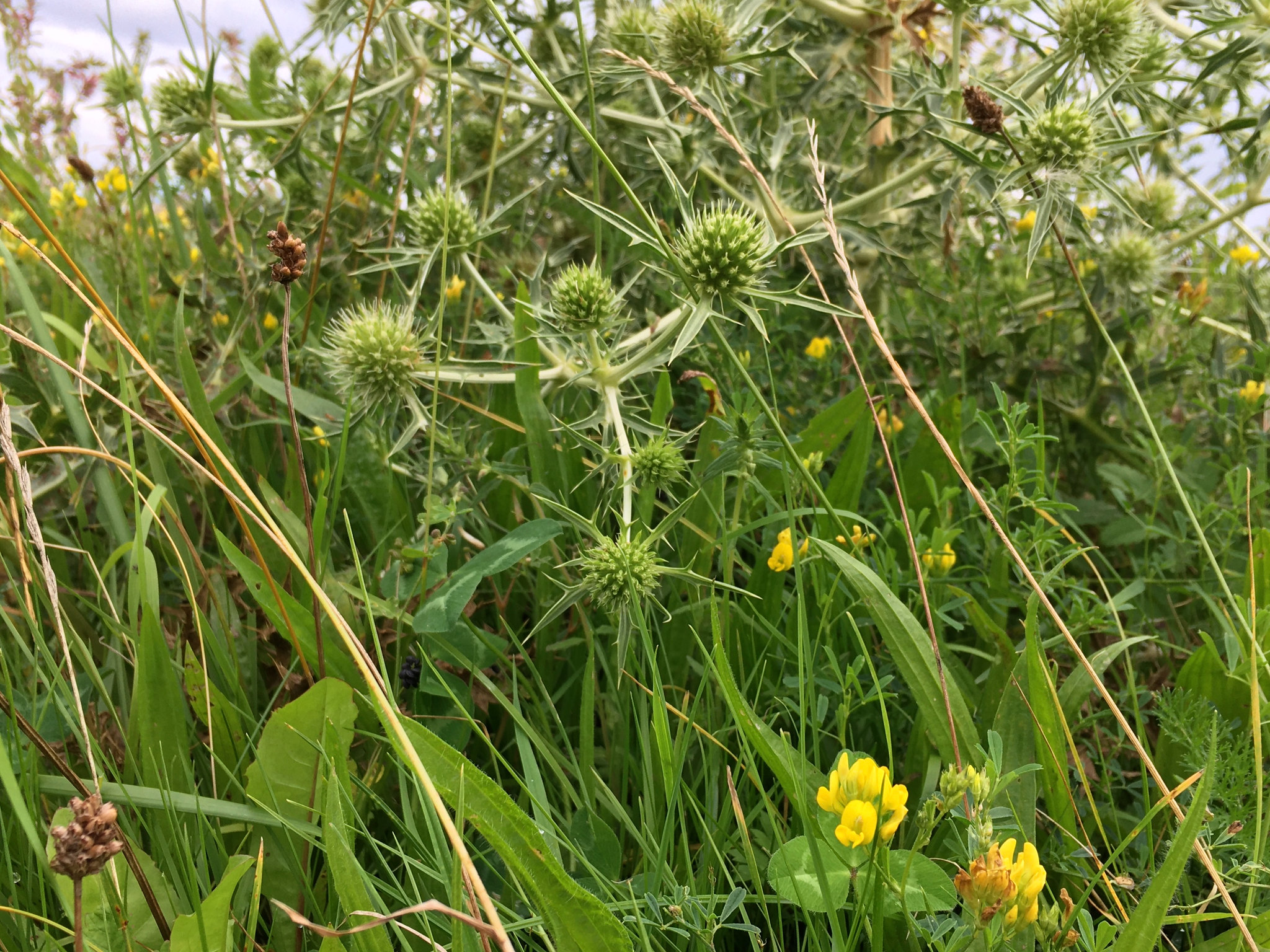
Close-up van de associatie

## Ecologie
De associatie omvat vooral stroomdalgraslanden op droge, kalkrijke, zandige bodem, weinig of niet bemest maar enigszins humusrijk. In de regel is dit op hoge, zonnige rivieroeverwallen en zandige rivierdijken langs de grote rivieren. Kortdurende winterse overstromingen of hoge waterstanden, of inwaaiend rivierzand zorgt voor een regelmatig aanvoer van nieuwe basen.

### Successie
Vegetaties van de associatie van sikkelklaver en zachte haver kunnen op verschillende manieren ontstaan. Spontaan kunnen zij in de juiste omstandigheden ontstaan uit pioniervegetatie zoals de associatie van vetkruid en tijm of uit de kweekdravik-associatie. Graslanden van de glanshaver-associatie of kamgrasweiden op zandige tot zavelige bodem, bijvoorbeeld op dijken, kunnen door voortdurende verschraling tot deze sikkelgraslanden evolueren.
De potentieel natuurlijke vegetatie van deze associatie zal een loofbos zijn. Aanvankelijk zullen duinriet en kleine struiken zich opdringen, en gaat de vegetatie evolueren over een (meidoorn-struweel tot het eindstadium van de natuurlijke successie op natte terreinen, het hardhoutooibos of abelen-iepenbos.

## Subassociaties in Nederland en Vlaanderen
Binnen de associatie van sikkelklaver en zachte haver worden in Nederland twee subassociaties onderscheiden:

### Subassociatie met gewone veldbies
Een subassociatie met gewone veldbies (Medicagini-Avenetum luzuletosum), met gewone veldbies (Luzula campestris) als differentierende soort, komt voor op wat zuurdere, drogere en schralere omstandigheden, en die nauw aanleunt bij de associatie van vetkruid en tijm. De syntaxoncode voor Nederland (rVvN) is r14Bc02a.

### Subassociatie met glanshaver
Een subassociatie met glanshaver (Medicagini-Avenetum arrhenatheretosum) komt voor op iets humusrijkere standplaatsen met een iets hogere trofiegraad die meer lijken op de glanshaver-associatie en de kweekdravik-associatie. Glanshaver (Arrhenatherum elatius) wordt als differentiërende soort voor deze subassociatie beschouwd. De syntaxoncode voor Nederland (rVvN) is r14Bc02b.

## Verspreiding
Het verspreidingsgebied van de associatie van sikkelklaver en zachte haver overlapt grotendeels met die van de associatie van vetkruid en tijm, en is beperkt tot Nederland, België en Duitsland. Ze is overal zeldzaam en bedreigd.
In Nederland komt de associatie vooral voor langs de IJssel, langs de Rijn oostelijk van Nijmegen, en langs de Lek en de Merwede. Restanten ervan kunnen worden gevonden in het Deltagebied en langs de Maas.
In Vlaanderen zijn er geen goede voorbeelden van deze associatie meer, maar in de kuststreek en langs de Grensmaas zijn nog graslanden waar enkele van de kensoorten voorkomen.

## Bedreiging en bescherming
Vooral in de tweede helft van de twintigste eeuw zijn vele van deze stroomdalgraslanden verdwenen door zand- en kleiwinning, bemesting, het aanleggen van dijken en door recreatie.
De restanten worden vooral bedreigd door verwaarlozing. Zonder voortdurende verschraling, zoals extensieve begrazing al dan niet gecombineerd met maaien en afvoeren, zal de bovenste bodemlaag vergrassen en verzuren, en zal uiteindelijk ook verstruweling optreden.

## Diagnostische taxa
Deze associatie heeft vooral sikkelklaver, veldsalie, brede ereprijs en cilindermos als kensoorten, dikwijls in combinatie met andere verbonds-, orde- en klassekensoorten. Binnen het rivierengebied worden ook kleine ruit, smal fakkelgras, duifkruid, walstrobremraap en ruig viooltje als kensoorten beschouwd. De zeldzame rode bremraap en de in Nederland uitgestorven paardenhoefklaver maakten in het verleden ook deel uit van deze lijst.
Differentiërende soorten ten opzichte van de nauw verwante associatie van vetkruid en tijm zijn zachte haver, kweek, goudhaver en bevertjes.
Kruidlaag
| Kentaxon | Differentiërend taxon | Presentie | Triviale naam       | Botanische naam                    | Opmerking                              | Afbeelding |
| -------- | --------------------- | --------- | ------------------- | ---------------------------------- | -------------------------------------- | ---------- |
| kA       | -                     | > 90%     | sikkelklaver        | Medicago falcata                   |                                        |            |
| kA       | -                     | > 50%     | veldsalie           | Salvia pratensis                   |                                        |            |
| kA       | -                     | > 30%     | brede ereprijs      | Veronica austriaca subsp. teucrium |                                        |            |
| kA       | -                     | < 10%     | rode bremraap       | Orobanche lutea                    |                                        |            |
| kA       | -                     | < 10%     | paardenhoefklaver   | Hippocrepis comosa                 |                                        |            |
| kA       | -                     | > 30%     | kleine ruit         | Thalictrum minus                   | enkel in het rivierengebied            |            |
| kA       | -                     | > 30%     | smal fakkelgras     | Koeleria macrantha                 | Idem                                   |            |
| kA       | -                     |           | duifkruid           | Scabiosa columbaria                | Idem                                   |            |
| kA       | -                     |           | walstrobremraap     | Orobanche caryophyllacea           | Idem                                   |            |
| kA       | -                     |           | ruig viooltje       | Viola hirta                        | Idem                                   |            |
| kV       | -                     | > 20%     | voorjaarsganzerik   | Potentilla tabernaemontani         |                                        |            |
| kV       | -                     | > 20%     | cipreswolfsmelk     | Euphorbia cyparissias              |                                        |            |
| kV       | -                     | < 10%     | wilde averuit       | Artemisia campestris               |                                        |            |
| kO       | -                     | > 20%     | klein timoteegras   | Phleum nodosum                     |                                        |            |
| kO       | -                     | > 10%     | liggende klaver     | Trifolium campestre                |                                        |            |
| kO       | -                     | < 10%     | hazenpootje         | Trifolium arvense                  |                                        |            |
| kO       | -                     | < 10%     | viltganzerik        | Potentilla argentea                |                                        |            |
| kK       | -                     | > 90%     | geel walstro        | Galium verum                       |                                        |            |
| kK       | -                     | > 30%     | vroegeling          | Erophila verna                     |                                        |            |
| kK       | -                     | > 20%     | gewoon biggenkruid  | Hypochaeris radicata               |                                        |            |
| kK       | -                     | > 20%     | kleine leeuwentand  | Leontodon saxatilis                |                                        |            |
| -        | dA                    | > 70%     | zachte haver        | Helictotrichon pubescens           | t.o.v. associatie van vetkruid en tijm |            |
| -        | dA                    | > 60%     | kweek               | Elytrigia repens                   | Idem                                   |            |
| -        | dA                    | > 40%     | goudhaver           | Trisetum flavescens                | Idem                                   |            |
| -        | dA                    | > 30%     | bevertjes           | Briza media                        | Idem                                   |            |
| -        | dS                    | > 40%     | gewone veldbies     | Luzula campestris                  | subassociatie met gewone veldbies      |            |
| -        | dS                    | > 20%     | muizenoor           | Pilosella officinarum              | Idem                                   |            |
| -        | dS                    | > 20%     | gewoon struisgras   | Agrostis capillaris                | Idem                                   |            |
| -        | dS                    | > 40%     | glanshaver          | Arrhenatherum elatius              | subassociatie met glanshaver           |            |
| -        | dS                    | > 40%     | kropaar             | Dactylis glomerata                 | Idem                                   |            |
| -        | dS                    | > 20%     | geoorde zuring      | Rumex thyrsiflorus                 | Idem                                   |            |
| bg       | -                     | > 80%     | akkerhoornbloem     | Cerastium arvense                  |                                        |            |
| bg       | -                     | > 80%     | duizendblad         | Achillea millefolium               |                                        |            |
| bg       | -                     | > 70%     | echte kruisdistel   | Eryngium campestre                 |                                        |            |
| bg       | -                     | > 70%     | knolboterbloem      | Ranunculus bulbosus                |                                        |            |
| bg       | -                     | > 60%     | rood zwenkgras      | Festuca rubra                      |                                        |            |
| bg       | -                     | > 60%     | smalle weegbree     | Plantago lanceolata                |                                        |            |
| bg       | -                     | > 60%     | veldbeemdgras       | Poa pratensis                      |                                        |            |
| bg       | -                     | > 50%     | kleine klaver       | Trifolium dubium                   |                                        |            |
| bg       | -                     | > 50%     | gewone zandmuur     | Arenaria serpyllifolia             |                                        |            |
| bg       | -                     | > 40%     | veldereprijs        | Veronica arvensis                  |                                        |            |
| bg       | -                     | > 40%     | grote tijm          | Thymus pulegioides                 |                                        |            |
| bg       | -                     | > 40%     | kleine bevernel     | Pimpinella saxifraga               |                                        |            |
| bg       | -                     | > 40%     | akkerwinde          | Convolvulus arvensis               |                                        |            |
| bg       | -                     | > 40%     | kraailook           | Allium vineale                     |                                        |            |
| bg       | -                     | > 40%     | zachte ooievaarsbek | Geranium molle                     |                                        |            |
| bg       | -                     | > 40%     | gewoon reukgras     | Anthoxanthum odoratum              |                                        |            |
| bg       | -                     | > 30%     | jakobskruiskruid    | Jacobaea vulgaris                  |                                        |            |
| bg       | -                     | > 30%     | ruige weegbree      | Plantago media                     |                                        |            |
| bg       | -                     | > 30%     | gewone paardenbloem | Taraxacum officinale               |                                        |            |
| bg       | -                     | > 30%     | zachte dravik       | Bromus hordeaceus                  |                                        |            |
| bg       | -                     | > 30%     | knoopkruid          | Centaurea jacea                    |                                        |            |
| bg       | -                     | > 30%     | muurpeper           | Sedum acre                         |                                        |            |
| bg       | -                     | > 30%     | madeliefje          | Bellis perennis                    |                                        |            |
| bg       | -                     | > 30%     | kattendoorn         | Ononis spinosa                     |                                        |            |
| bg       | -                     | > 30%     | zacht vetkruid      | Sedum sexangulare                  |                                        |            |
| bg       | -                     | > 30%     | gewone hoornbloem   | Cerastium fontanum subsp. vulgare  |                                        |            |

Moslaag
| Kentaxon | Differentiërend taxon | Presentie | Triviale naam         | Botanische naam            | Opmerking | Afbeelding |
| -------- | --------------------- | --------- | --------------------- | -------------------------- | --------- | ---------- |
| kA       | -                     |           | cilindermos           | Entodon concinnus          |           |            |
| kK       | -                     | > 10%     | gewoon klauwtjesmos   | Hypnum cupressiforme       |           |            |
| kK       | -                     | < 10%     | gewoon purpersteeltje | Ceratodon purpureus        |           |            |
| bg       | -                     | > 30%     | gewoon haakmos        | Rhytidiadelphus squarrosus |           |            |

## Fauna
De associatie vormt onder andere voor de zeldzame wolfsmelkpijlstaart een belangrijk habitat.

## Fotogalerij

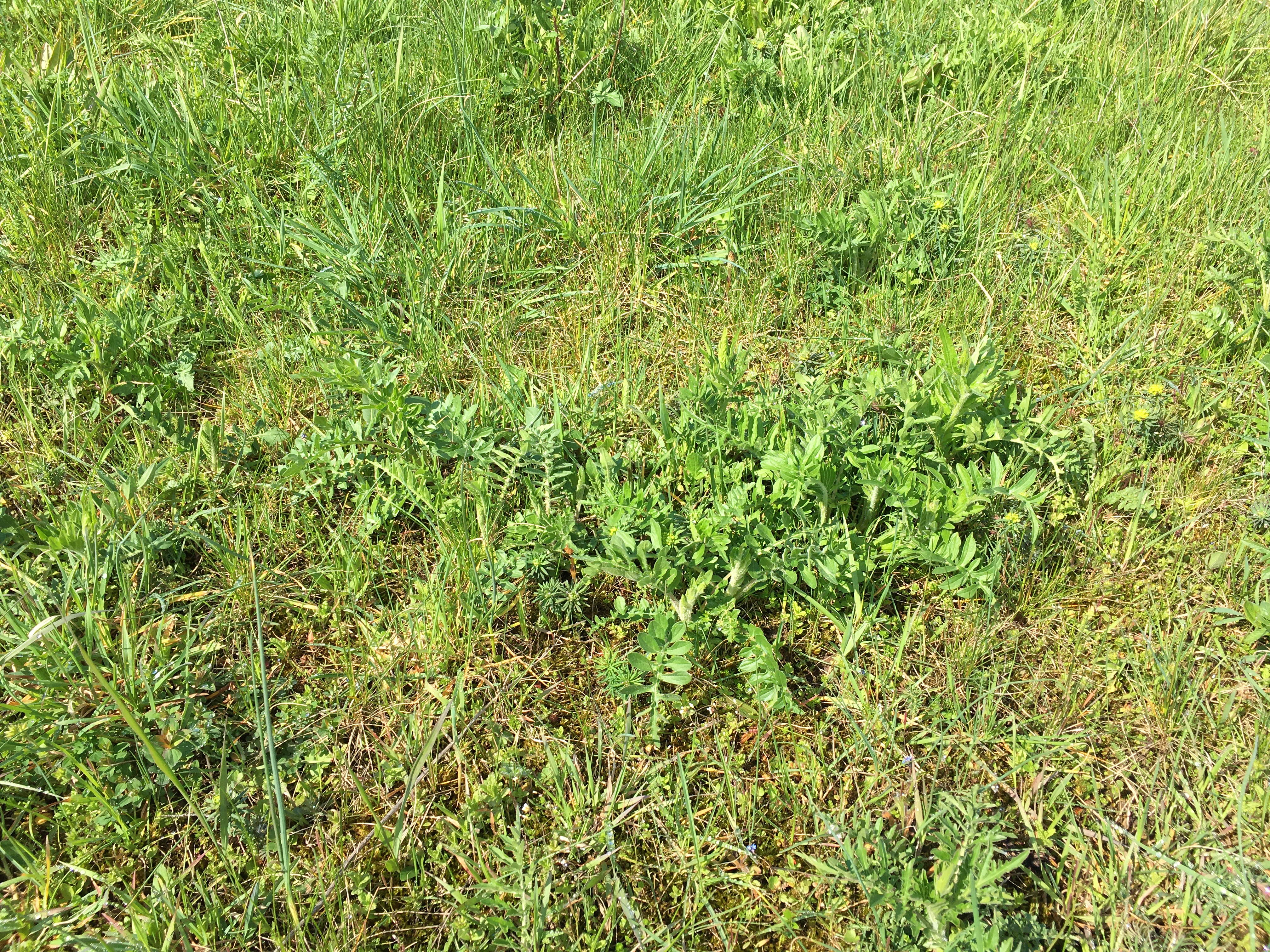
Aspect van de associatie in het begin van april
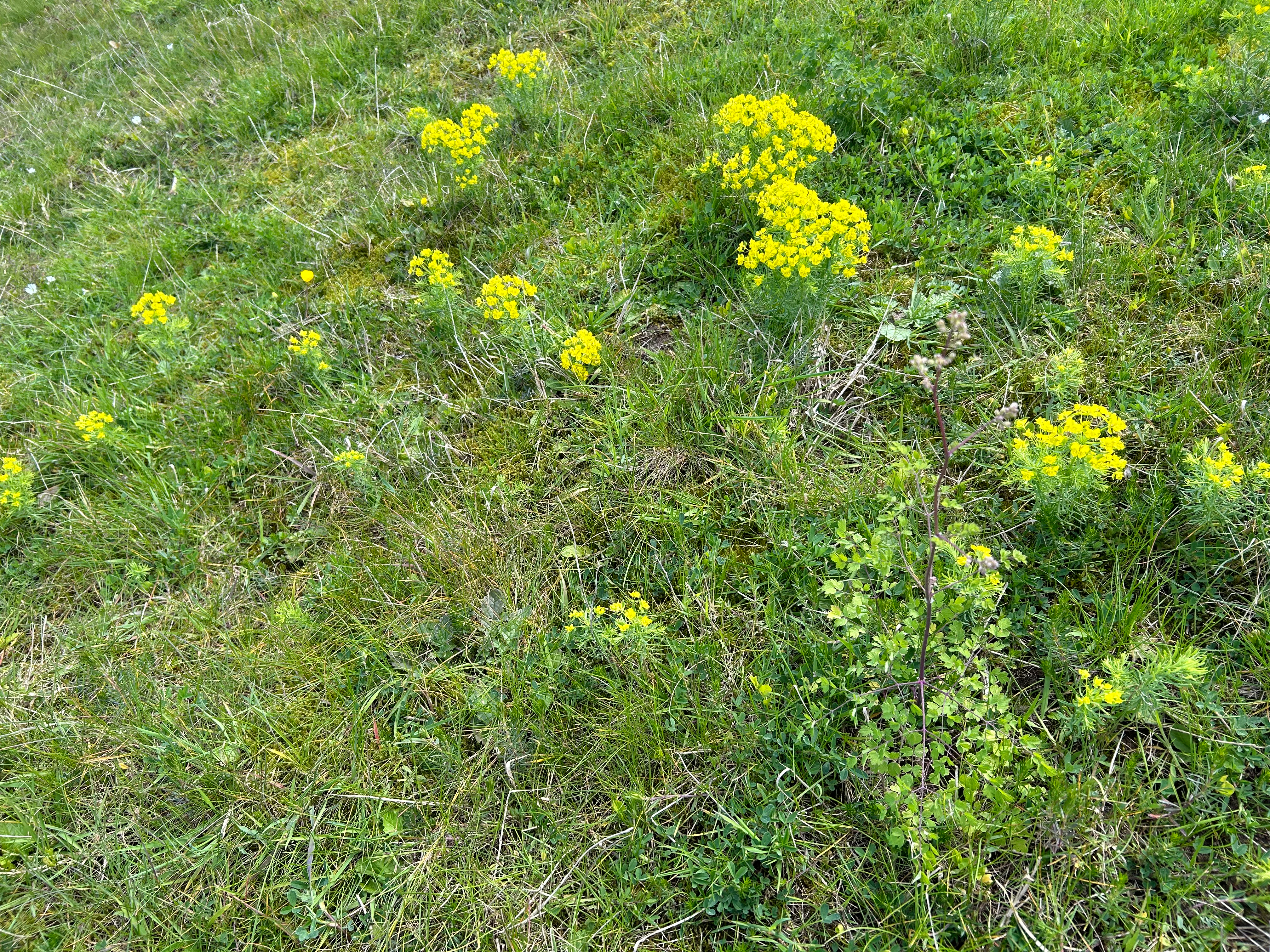